# Стриблер, Луи
Луи Бернард Стриблер (англ. Louis Bernard Strebler; 2 февраля 1881, Сент-Луис — 31 декабря 1962, Сент-Луис) — американский борец, бронзовый призёр летних Олимпийских игр 1904.
На Играх 1904 в Сент-Луисе Стриблер соревновался в категориях до 56,7 кг и до 61,2 кг. В первой дисциплине он проиграл в четвертьфинале, но всё равно ему была вручена бронзовая медаль. Во втором состязании, он снова проиграл свою четвертьфинальную встречу, но уже не выиграл никакой награды.